# Весенний гром
Весенний гром — входит в серию самых массовых ежегодных полумарафонов России, которые проводит команда 3sport. «Весенний гром» включает в себя три дистанции — полумарафон (21,1 км), забег-спутник на 10 км, также забег на 1 километр для юных спортсменов в возрасте от 3 до 12 лет. Также ежегодно, начиная с 2010 года, проходит еще один полумарафон из «серии громов» — Осенний гром.
В настоящий момент на Весеннем громе применяется новая система хронометража — MYLAPS ProChip.

## История
- 2018 — Такеда Весенний гром — 22 апреля[1]
- 2017 — Такеда Весенний гром — 22-23 апреля — 2430 участников старше 18 лет на дистанции 21,1 км[2]; 809 участниц на дистанции 5 км[3]; 1227 участников в возрасте от 0 до 12 лет на дистанции 1 км[4]
- 2016 — Полумарафон Весенний гром — 24 апреля — 1898 участников старше 18 лет на дистанции 21,1 км
- 2015 — Весенний гром Drum & Race — 25-26 апреля — 2000 участников старше 18 лет на дистанции 21,1 км; 500 участниц на дистанции 5 км; 500 участников в возрасте от 0 до 12 лет на дистанции 1 км
- 2014 — Весенний гром Drum & Race — 27 апреля — 1500 участников старше 18 лет; 500 участников в возрасте от 0 до 12 лет.
- 2013 — Home Credit Весенний гром — 12 мая — 2200 участников
- 2012 — Банк Москвы Весенний полумарафон — 13 мая — 452 участника
- 2011 — Полумарафон Весенний гром — 12 мая — 252 участника

## Организаторы
Команда 3sport.org — это Михаил Громов и Максим Буслаев, триатлеты-любители, за плечами которых немало различных соревнований по триатлону, бегу, велоспорту, плаванию и лыжным гонкам — от ТрансАльпа до Ironman.

## Благотворительность
В 2015 году в рамках проведения полумарафона Весенний гром Drum & Race участниками были собраны денежные средства в размере 409 384рублей, которые были направлены в  Благотворительный фонд помощи детям с нарушениями иммунитета «Подсолнух».
В 2014 года в рамках проведения полумарафона Весенний гром Drum & Race участниками были собраны денежные средства в размере 164 021рублей, которые были направлены в  Благотворительный фонд помощи детям с нарушениями иммунитета «Подсолнух».
В 2013 году в рамках проведения полумарафона Весенний гром было собрано 168 508 рублей, которые были распределены в благотворительные фонды — Орби, «Линия жизни», Благотворительным Фондом Константина Хабенского, Даунсайд Ап.